# Prochiloneurus rumaki
Prochiloneurus rumaki är en stekelart som beskrevs av Sugonjaev 2005. Prochiloneurus rumaki ingår i släktet Prochiloneurus och familjen sköldlussteklar.
Artens utbredningsområde är Vietnam. Inga underarter finns listade i Catalogue of Life.